# Османско-молдавски ратови
Османско-молдавски ратови вођени су током 15. века између Османског царства са једне и Молдавске кнежевине са друге стране. Завршени су победом Османлија и наметањем вазалних обавеза Молдавији. 

## Историја
До првог ратног сукоба између Молдавије и Османског царства дошло је 1420. године током владавине Александра I Молдавског. Турци су покушали да заузму град Килију на обали Црног мора. Напад је завршен неуспехом. Нови сукоби вођени су у склопу крсташког рата познатијег као Варнински крсташки рат. Становништво Молдавије учествује у рату у коме су крсташи катастрофално поражени код Варне 1444. године. Током владавине Петра III Арона, Молдавија је плаћала Порти трибут од 2000 дуката. Односи су се погоршали током владавине Стефана Великог. Стефан Велики од 1473. године, успешно брани Влашку од турских напада. Поражен је у великој бици код Валеа Албе (1476). Султан Мехмед, међутим, није успео да искористи победу већ се повукао. До нових сукоба долази током владавине Мехмедовог наследника. Бајазит је напао Молдавију, односно градове Килију и Акерман. Налазили су се на значајном путу ка Пољској и Угарској. Заузимањем ових градова (до 1485) султан је коначно постао неоспорни господар Црног Мора. Након Стефанове смрти (1504), Молдавија постаје вазална турска држава. Сукоби су се ипак наставили до 19. века. 